# Eva Emnéus
Eva Emnéus (ur. 1953) – szwedzka dyplomatka i urzędniczka konsularna.
Jest absolwentką Uniwersytetu w Sztokholmie oraz Szkoły Biznesu w Aarhus.
Wstąpiła do szwedzkiej służby zagranicznej, pełniąc funkcje w Pekinie i Bangkoku, charge d'affaires w Kinszasie (1998-2000), dyrektora przedstawicielstwa Nordyckiej Rady Ministrów w Rydze (2001-2005), konsula gen. w Gdańsku (2005-2008), ambasadora w Algierze (2008-2013) i Bamako (2014-).